# Moreno Valley, Kalifornija
Moreno Valley je grad na jugu američke savezne države Kalifornije, u okrugu Riverside. Prema procjeni iz 2009. godine ima 186.301 stanovnika. Nalazi se 15 km istočno od sjedišta okruga, Riversidea, kao i 20 km južno od San Bernardina.
Prva naselja nastala su 1850-ih godina, ali Moreno Valley status grada ima tek od 1984. godine.

## Vanjske poveznice
- Službena stranica  Arhivirana inačica izvorne stranice od 11. travnja 2021. (Wayback Machine) (engl.)

### Ostali projekti
|  | Zajednički poslužitelj ima još gradiva o temi Moreno Valley, Kalifornija |